# Liste von Bibliotheken im Saarland
Dieser Artikel umfasst Bibliotheken im Saarland. Als Landesbibliographie gilt die Saarländische Bibliographie.

## Landesbibliotheken
- Saarländische Universitäts- und Landesbibliothek Saarbrücken
- Saarländisches Landesarchiv Saarbrücken

## Hochschul- und wissenschaftliche Spezialbibliotheken
- Saarländische Universitäts- und Landesbibliothek Saarbrücken
- Bibliothek der Hochschule für Technik und Wirtschaft des Saarlandes Saarbrücken
- Bibliothek der Hochschule der Bildenden Künste Saar Saarbrücken
- Spezialbibliothek des Leibniz-Zentrums für Informatik im Schloss Dagstuhl bei Wadern
- NTNM-Bibliothek der Universität des Saarlandes und des INM – Leibniz-Institut für Neue Materialien

## Kommunale Bibliotheken
- Stadtbücherei Blieskastel
- Stadtbibliothek Dillingen
- Stadtbücherei Homburg
- Stadtbibliothek Lebach
- Stadtbibliothek Merzig
- Stadtbücherei Neunkirchen (Saar)
- Stadtbücherei Ottweiler
- Stadtbibliothek Saarbrücken
- Stadtbibliothek Saarlouis
- Stadtbücherei St. Ingbert
- Stadtbücherei Quierschied
- Stadt- u. Kreisbibliothek St. Wendel
- Stadtbibliothek Sulzbach
- Stadtbibliothek Völklingen
- Stadtbibliothek Wadern